# Irina Krush
Irina Krush (Odessa, 24 dicembre 1983) è una scacchista statunitense, Grande Maestro Internazionale.
Emigrò con la famiglia negli Stati Uniti all'età di cinque anni, stabilendosi a Brooklyn.

## Carriera

### Giovanili e juniores
Nel 1999 si classificò seconda per spareggio tecnico al campionato del mondo juniores femminile di Erevan alle spalle di Maria Kouvatsou. Nello stesso anno ha partecipato alla sfida Kasparov - Resto del mondo in qualità di analista ufficiale del World Team, fornendo un prezioso contributo alla sua squadra.

### Risultati individuali

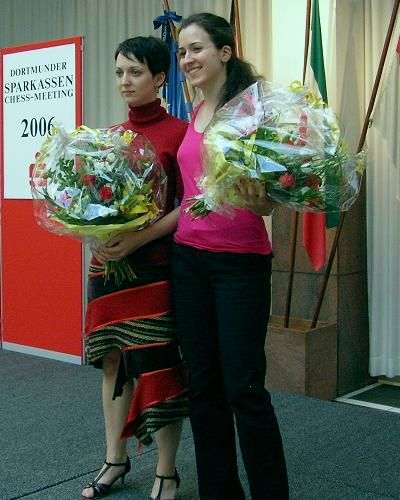
Nel 2006 assieme a Elisabeth Paehtz durante la premiazione del match di Dortmund

Nel 1998 vinse all'età di 14 anni il campionato statunitense femminile (con 8 ½ su 9), diventando la più giovane campionessa americana di sempre. Ha ripetuto il successo in altre sette occasioni (2007, 2010, 2012, 2013, 2014, 2015, 2020).
Nel 2006 ha disputato a Dortmund un match contro la tedesca Elisabeth Pähtz vincendolo per 3½ - 2½.
Nel novembre 2018 ha preso parte al Campionato del mondo femminile. Dopo aver superato nel primo turno l'ucraina Inna Haponenko per 3 - 1 dopo gli spareggi rapid è stata eliminata al secondo turno dalla cinese Ju Wenjun per ½ - 1½.
Nel settembre 2019 vince l'evento femminile Berkeley IM tournament con 7 su 9, battendo ai playoff la WGM Annie Wang.
Nell'ottobre 2021 giunge si classifica terza nel Campionato statunitense femminile.
Nell'aprile 2022 vince a St. Louis la prima edizione della sezione femminile della American Cup, svoltasi con il formato dell'eliminazione diretta, battendo nella finale Alice Lee per 1½-½.
Nella lista Elo di ottobre 2013 ha ottenuto il proprio record con 2502 punti (16ª al mondo in campo femminile e 1ª negli Stati Uniti).

### Nazionale
Ha partecipato a nove olimpiadi femminili: (Ėlista 1998, Bled 2002, Calvià 2004, Torino 2006, Dresda 2008, Chanty-Mansijsk 2010, Istanbul 2012, Tromsø 2014, Baku 2016 ). Ha vinto la medaglia d'argento di squadra alle olimpiadi di Calvià 2004 e la medaglia di bronzo di squadra alle olimpiadi di Dresda 2008.

### Vita privata
È stata sposata col grande maestro canadese Pascal Charbonneau.